# پرینتسنموور
پرینتسنموور (به آلمانی: Prinzenmoor) یک شهر در آلمان است که در رندسبورگ-اکرنفورده واقع شده‌است. پرینتسنموور ۱۷۷ نفر جمعیت دارد.